# Балиста
Балиста (лат. ballista od грч. βαλλιστης= бацати) је античка ратна справа, бацач камења (тешког до 50 kg), окованих балвана, буради са запаљивом смолом и слично лучном убацном путањом. Употребљавао се код напада или опсаде на копну и мору. Састојао се од металног лука с тетивом, начињеном од еластичних свежњева жила или животињских црева на дрвеном постољу. Домет му је био до 400 m. Водилица пројектила била је постављена под сталним нагибним углом од 45°, те се исправљање гађања изводило помицањем справе или променом масе камена. Кадшто се балиста изводио с додатком дрвеног или металнога лука, док се лаки преносни балиста звао шкорпион.
По конструкцији познат је још Асирцима. Римљани су га преузели од Грка. Грчка верзија је у основи велики самострел причвршћен на постоље. Римска балиста је имала ојачање у виду две упредене дебеле струне уврнутих конопаца. Кроз њих су провучене две одвојене ручке спојене жицом на крајевима која је давала импулс пројектилу.
У средњем веку биле су у употреби до проналаска ватреног оружја, углавном једнаке конструкције као и у старом веку.

## Катапулт
Катапулт (њем. katapult < лат. catapulta < грч. ϰαταπέλτης: бацало, бацач), у војној техници, је назив којим су стари Грци током антике означавали све своје ратне бацачке справе које су се употребљавале на копну и на бродовима. Преузели су га Римљани, али су они од 1. века п. н. е. почели да разликују бацач камења, односно справу која је избацивала пројектил у луку – балиста, од бацача за стреле, односно справе која је избацивала пројектиле, катапулт. У 3. веку појавио се нови, делотворнији бацач камења – онагер, те се појмом балиста почео да означава бацач стрела. Ипак, обе су се справе и даље генерално називале катапултима. Катапулт су познавали и други стари народи, а употребљавали су га и у средњем веку.
Катапулт је оружје који служи за опсаду. Назив је за ратну машину за избацивање пројектила на велику удаљеност. Реч „катапулт” има порекло у грчком језику и првотно је значење било да је то машина која избацује стреле, док је балиста био назив за машину која избацује камење. Током времена та су два назива заменила значење. Катапулт се обично састављао од дрва на месту где се и користио, те га војска није морала вући са собом. Данас је катапулт уређај за катапултирање (избацивање) ваздухоплова (на носачима ваздухоплова) или пројектила у ваздух.

## Историја
Први су се катапулти појавили у старој Грчкој око 400. године п. н. е. Међу изумитеље се убраја Дионизије Сиракушки и Ономарх. Александар Велики их је користио и као подршку трупама на бојишту. Катапулти су још више дошли у употребу током римских освајања и средњег века. Изум барута у 14. веку је потпуно избацио катапулт из употребе. Током средњег века катапулти су се користили и као прва биолошка оружја. Њима су се на непријатеља избацивали лешеви стоке или лешеви људи умрлих од куге. Задња забележена употреба катапулта као оружје била је током Првог светског рата, када су га војници користили за избацивање граната према непријатељу.
Почевши од измена обичног лука, била су смишљана све делотворнија оружја, поготово она темељена на увијању или торзији (снага сплета засуканих конапа).

### Антика
Реконструкције неких од античких оружја омогућиле су да се процене границе њихове ефикасности. Закључено је да је крајње ефикасан домет катапулта био око 350 метара. Напредак је био релативно брз током неких 150 година од почетка 4. века п. н. е. (колико је познато, артиљерија је у опсади први пут коришћена код Мотоје, 397. п. н. е.), а побољшања се опажају све до 1. века. Један Филонов текст помаже да се објасне делови тог развоја. Филон Александријски каже да су инжењерска истраживања плаћали Птолемејиди у Египту и указује на нарав тих истраживања:
| „ | Неки од старих су открили да је пречник (кружнице коју поприма засукани сплет) темељни елемент, начело и мера у изградњи артиљерије. Међутим било је нужно одредити тај пречник не напросто случајно, већ неким одређеним поступком помоћу којег се могу одредити и сразмерне мере осталих величина (на направи). Али то се није могло учинити друкчије до повећавајући или смањујући пречник и искушавајући резултат. Древни нису успели да одредеде ту величину покушајем, јер њихови покушаји нису били изведени на темељу мноштва различитих врста изведби, већ само у свези с захтеваном изведбом. Каснији су инжењери уочили погрешке својих претходника и резултате каснијих експеримената, те су свели начело изградње на један једини темељни елемент, тј. пречник кружнице коју поприма засукани сплет. У томе су недавно успели инжењери из Александрије, које су знатно подупирали краљеви жељни славе и благонаклони према умејећима и вештинама. Јер, јасно је да до потпуног решење укључених проблема није могуће доћи само на темељу разума и метода механике, и да се до многих открића може доћи само на темељу покушаја. | ” |

Добар пример је антички торзијски катапулт. Развој оружја није новост у антици и постојало је нешто налик техничкој утрци у наоружању између занатлија и њихових покровитеља да се изгради највећи брод на весла. Филип II Македонски и грчки краљеви у Сиракузи, Родосу и другдје, су подупирали програме развоја и побољшања катапулта и разних других балистичких направа. У Александрији су спровођена истанчана инжењерска истраживања у облику системских тестирања, која је спонзорисао владар, а с циљем откривања чинилаца (варијабли) које имају учинка на рад катапулта и изградње најефикаснијег катапулта.
Углавном, чини се да су истраживања била заснована на искуству. Вероватно су их спроводили научници-инжењери, али без примене било какве научне теорије или коришћења теоријских знања. Након деценија стрпљивих напора и бележења научници-инжењери у Александрији су дошли до практичне и математички тачне „једначине катапулта”, која је садржавала трећи корен и давала најповољније мере за било коју балистичку машину и њен пројектил. Помоћу те једначине је Архимед наводно изградио највећи катапулт за избацивање камена. Међутим једначина је била напросто искуствено правило изражено математички. Развој катапулта је био резултат инжењерског истраживања, пре него примењене науке.